# Margherita Mazzucco
Pour les articles homonymes, voir Mazzucco.
Margherita Mazzucco, née le 26 septembre 2002 à Naples (Italie), est une actrice italienne.
Elle est connue pour son interprétation du rôle d’Elena Greco (Lenù) dans la série télévisée L'Amie prodigieuse.

## Biographie
Margherita Mazzucco naît à Naples en 2002 où elle étudie au lycée classique.
Sa première expérience vient avec le feuilleton télévisé L'Amie prodigieuse, où elle incarne Elena Greco, l'un des deux rôles principaux, celui de l'écrivaine et narratrice (qui est presque continûment à l'écran), auprès de Gaia Girace qui incarne le rôle titre de Lila Cerrulo.
En 2022, elle joue le rôle-titre du long métrage Chiara de Susanna Nicchiarelli, film sur la vie de Claire d'Assise.

## Filmographie partielle
- 2018-2020 : L’Amie prodigieuse (L’amica geniale) : Elena Greco (présente pendant trois saisons sur les quatre que comprend la série, de 2018 à 2020 soit vingt-deux épisodes pour ses apparitions. En effet,  Margherita Mazzucco  n'apparaît pas dans les deux premiers épisodes de la première saison).
- 2018 : La mia amica geniale : elle-même (documentaire)
- 2022 : Chiara de Susanna Nicchiarelli : Chiara (Claire d'Assise)